# Don't Cry, It's Only Thunder
Pour plus de détails, voir Fiche technique et Distribution.
Don't Cry, It's Only Thunder est un film américain réalisé par Peter Werner, sorti en 1982.

## Synopsis
ça se passe a la guerre au Vietnam un infirmier de l'armée USA avait de l'affection pour les enfants d'un orphelinat.

## Fiche technique
- Titre : Don't Cry, It's Only Thunder
- Réalisation : Peter Werner
- Scénario : Paul G. Hensler
- Photographie : Donald McAlpine
- Musique : Maurice Jarre
- Pays d'origine : États-Unis
- Genre : guerre
- Date de sortie : 1982

## Distribution
- Dennis Christopher : Brian Anderson
- Susan Saint James : Katherine Cross
- Roger Aaron Brown : Moses Drapper
- Robert Englund : Tripper
- James Whitmore Jr. : Major Flaherty
- Lisa Lu : Sœur Marie